# Sumarizace (Internet Protocol)
Sumarizací se v kontextu směrování v sítích s přepínáním paketů rozumí náhrada několika záznamů ve směrovacích informacích záznamem jedním – který popisuje cestu do všech jednotlivých sítí takto vyňatých ze směrovacích informací. Sumarizovaná cesta může zastřešovat i sítě, které v původních jednotlivých záznamech nejsou.
Předpokladem možnosti sumarizace je hierarchické adresování, možnosti použití sumarizace výrazně zvyšuje geografické adresování. V topologiích pod správou link-state dynamických směrovacích protokolů je sumarizace možná pouze na hranicích oblastí.
Výhodou sumarizace je zmenšení objemu směrovacích informací – úspora přenosové kapacity a urychlení práce směrovačů (méně dat, ale táž výpovědní hodnota). Za hypotetickou nevýhodu by bylo možné považovat směrování k většímu počtu cílů, které neexistují (pakety, které do cíle nedorazí, se nepřestanou zpracovávat v dřívější fázi směrování).
Sumarizovaná cesta je součástí směrovacích informací právě tehdy, když je dosažitelný alespoň jeden menší celek, který tato pokrývá.

## Typy sumarizace
V souvislosti s IPv4 se rozlišuje automatická sumarizace a manuální sumarizace. Toto rozdělení je založeno na tom, zda sumarizaci musí nakonfigurovat správce, či nikoli, nicméně při odhlédnutí od původu provádění sumarizace se nejedná o totéž. Ve statickém směrování je možná pouze manuální sumarizace.

### Automatická sumarizace
Automatická sumarizace vyžaduje třídní směrování, čili nemožnost podsítěmi jedné třídní sítě adresovat celky topologie nespojitě (každá podsíť každé třídní sítě musí být dosažitelná z každé podsítě téže třídní sítě, aniž by paket musel projít jinou třídní sítí). K automatické sumarizaci dochází na okrajích třídních sítí – místo jednotlivých podsítí se dále propaguje třídní síť. Dnes už je třídní směrování pasé, a proto se automatická sumarizace již nepoužívá; je to dáno používáním výhradně beztřídních dynamických směrovacích protokolů.

### Manuální sumarizace
Manuální sumarizace se konfiguruje na rozhraní routeru, které není pasivní. Konfigurační hodnotou je sumarizovaná cesta – číslo sítě a maska. Touto konfigurací se routeru říká, že v případě, že by daným rozhraním měl šířit cestu do nějaké sítě do sumarizované cesty náležící, místo této cesty ve zprávě se směrovacími informacemi uvede sumarizovanou cestu, přičemž v této zprávě nebude více shodných (sumarizovaných) cest.